# Kroll-eljárás
A Kroll-eljárás pirometallurgiai eljárás, amely által titánt állítanak elő. Az eljárás feltalálója 1940-ben a luxemburgi William Justin Kroll  volt, aki később az Amerikai Egyesült Államokban kiterjesztette azt a cirkónium gyártására is.

## Az eljárás lényege

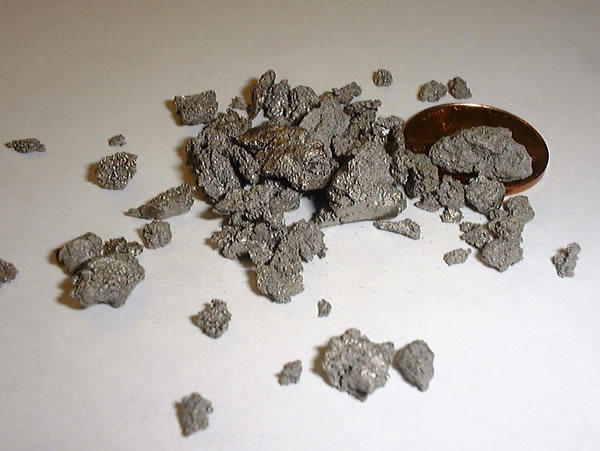
Kroll-eljárással készült titán „szivacs”

Rutilból vagy ilmenitből kiindulva koksszal redukálják az érceket 1000 °C hőmérsékleten. Ezután klórgázt vezetnek át a rendszeren, így titán-tetrakloridot nyernek. Ezt az eljárást Klorid-eljárásnak is nevezik. Az így nyert TiCl4-ot folyékony magnéziummal redukálják 800–850 °C-on rozsdamentes acélból készült berendezésben, ezáltal biztosítva azt, hogy a folyamat teljes mértékben végbemegy.
2 Mg(f) + TiCl4(g)  →  2 MgCl2(f) + Ti(sz)
Az eljárást csupán az nehezíti meg, hogy a redukciós folyamat során TiCl2 és TiCl3 is keletkezik. A keletkezett MgCl2-ot később vissza lehet redukálni magnéziummá. A reakció végén a titán, bár szilárd halmazállapotú, spongyás jellegű, tisztítani pedig szűréssel vagy desztillációval lehet. A spongyát légkalapáccsal távolítják el, majd szénszálas ívkemencébe helyezik, ahol megolvasztják. Az olvadt rudat vákuum alatt hagyják megszilárdulni, azonban sokszor újra megolvasztják, hogy eltávolítsák a zárványokat és egységes eloszlást hozzanak létre. Ezen folyamatok költségessége a titán árában is tükröződik, ugyanis a titán nagyjából hatszor olyan drága, mint a rozsdamentes acél.

## Története és későbbi továbbfejlesztések
A titán előállítására már 1887-ben  Nilsen és Pettersen kidolgozott egy eljárást, amiben nátriumot használtak, ezt pedig optimizálták és így jött létre a Hunter-eljárás. Az 1920-as években van Arkel a titán-tetraklorid hőbontását írta le, amely által nagyon tiszta fémet lehetett nyerni. Rájöttek arra is, hogy magas hőmérsékleten hidrogénnel redukálva a TiCl4-ot, hidrideket lehet nyerni, amiket feldolgozva tiszta fémet lehet előállítani. Ennek ismeretében Kroll egy új eljárást dolgozott ki. Kezdetben kalciummal próbálkozott, mellyel jó eredményeket ért el, azonban sok oxid formájában jelenlevő szennyeződés maradt hátra. A nagy áttörést a magnézium használata jelentette, a folyamatot 1000 °C-on végezte molibdén bevonatú reaktorban. Az általa így előállított titán nagyon hajlékony volt, ez utalt arra, hogy nagyon nagy volt a tisztasága. Ezzel az eljárással helyettesítették a Hund-eljárást és napjainkban is ez az elsődleges ipari előállítási módszer titán gyártására.
Több más eljárás is létezik titán előállítására. Ezek egyik az olvadt sók elektrolízisén alapul, azonban ez több problémát is felvet, mint például az elektrolit oldat tárolása, a redukáló szer újrahasznosítása és a diafragmában fellépő meghibásodások, melyek egyaránt akadályozhatják a folyamat zökkenőmentes lezajlását. Az FFC Cambridge process eljárás során szilárd elektrolit oldatot alkalmaznak, ezáltal pedig elkerülhető a spongyás jellegű titán keletkezése, ez pedig olcsóbbá tenné az eljárást. Egy másik pirometallurgiai eljárás az alumínium redukáló tulajdonságainak felhasználása céljából alakította át a folyamatot, mivel az alumínium olcsóbb redukálószer a magnéziumnál, ezért használata a gyártási költségeket is csökkentené.

## Fordítás
Ez a szócikk részben vagy egészben  a   Kroll process című angol Wikipédia-szócikk ezen változatának fordításán alapul.  Az eredeti cikk szerkesztőit annak laptörténete sorolja fel. Ez a jelzés csupán a megfogalmazás eredetét és a szerzői jogokat jelzi, nem szolgál a cikkben szereplő információk forrásmegjelöléseként.